# Mareanivka (Dalnic), Odesa
Mareanivka (în ucraineană Мар'янівка, în germană Mariental) este un sat în comuna Dalnic din raionul Odesa, regiunea Odesa, Ucraina. Satul a fost locuit de germanii pontici. Aceștia erau romano-catolici, proveneau din Alsacia și au fondat satul în 1803.

## Demografie
Componența lingvistică a comunei Mareanivka
     Ucraineană (79,88%)
     Rusă (15,17%)
     Română (4,23%)
     Alte limbi (0,52%)
Conform recensământului din 2001, majoritatea populației comunei Mareanivka era vorbitoare de ucraineană (79,88%), existând în minoritate și vorbitori de rusă (15,17%) și română (4,23%).